# Alba Adriatica
Alba Adriatica ist eine italienische Gemeinde in der Provinz Teramo. Sie hat 13.097 Einwohner und liegt in der Nähe von Tortoreto und Martinsicuro. In den Jahren 2003, 2004, 2007, 2008, 2009 und 2010 erhielt Alba Adriatica die Blaue Flagge wegen der guten Wasserqualität und des sehr sauberen Strandes.
Alba Adriatica gilt als einer der bekanntesten Badeorte an der Küste der Adria mit einem großen Sandstrand (über 3 km lang).

## Geografie

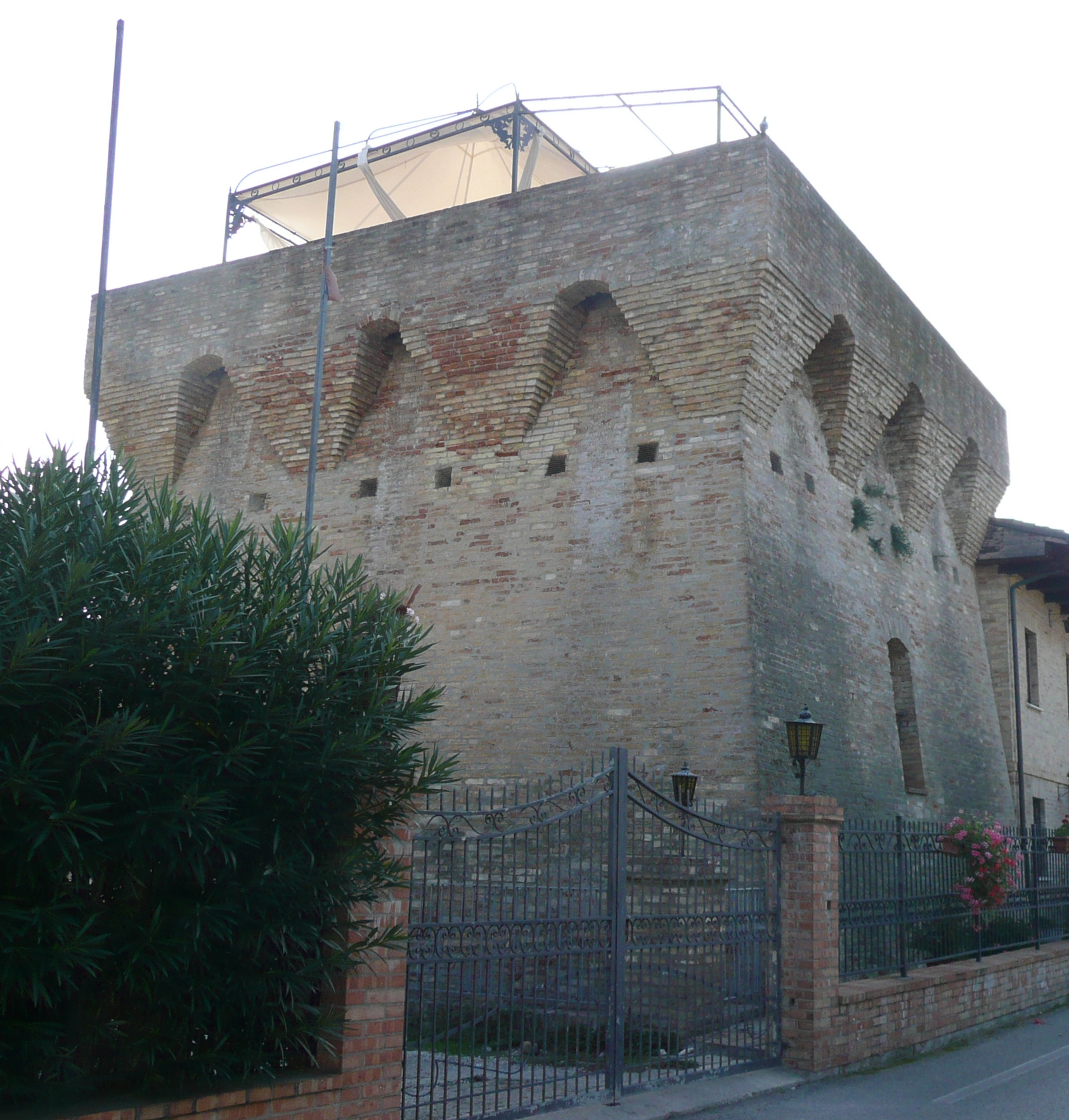
Torre della Vibrata

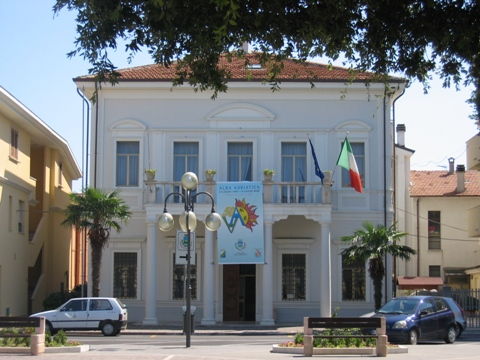
Rathaus von Alba Adriatica

Die Gemeinde erstreckt sich über ca. 9,6 km². Zu den Ortsteilen (Fraktionen) zählen Basciani, Casasanta und Villa Fiore. Die Nachbargemeinden sind Colonnella, Corropoli, Martinsicuro und Tortoreto. Die Gemeinde liegt rund 40 Kilometer vom Hauptort der Provinz, der Stadt Teramo entfernt.

## Geschichte
Zu Beginn des 20. Jahrhunderts gehörte das heutige Alba Adriatica zur Gemeinde von Tortoreto. Im Jahr 1956 löste sich die Gemeinde von Tortoreto und änderte ihren Namen in Alba Adriatica. Die Gemeinde ist in den letzten Jahren sehr stark gewachsen. Zählte die Gemeinde im Jahr 1961 noch 5112 Einwohner, waren es 1991 schon 9365 Einwohner. Bis zum Jahr 2009 stieg die Einwohnerzahl auf über 12.000 Einwohner.

## Sehenswürdigkeiten
Der Torre della Vibrata in der Gemeinde ist ein alter Küstenturm des Königreich Neapel. Der Turm wurde im 16. Jahrhundert erbaut. In jüngster Zeit wurde der Turm restauriert und als ein Restaurant benutzt.

## Sport
Am 2. Januar 1962 wurde der 1989 auf dem Hockenheimring tödlich verunglückte venezolanische Motorradrennfahrer Iván Palazzese geboren. Heute erinnert ein Denkmal im Ort an ihn.
Im Jahr 1973 führte die 9. Etappe des Giro d’Italia durch Alba Adriatica. Der Belgier Patrick Sercu gewann die Etappe.

## Wirtschaft
Die Gemeinde lebt vor allem im Sommer sehr stark vom Tourismus, der Haupteinnahmequelle für die lokale Wirtschaft. Weitere wichtige Faktoren sind der Bausektor, das Handwerk – in den Sektoren Textilien und Bekleidung – und die Handels- und Küstenfischerei.